# Jürgen von Woyski
Jürgen von Woyski, né le 23 mars 1929 à Stolp (Allemagne) et mort le 30 mai 2000 à Dresde, est un artiste contemporain allemand, peintre, dessinateur, sculpteur et céramiste. Il réalisa notamment plusieurs statues et monuments dans l'ancienne République démocratique allemande (RDA), tels que le mémorial du camp de concentration de Dora.

## Œuvres

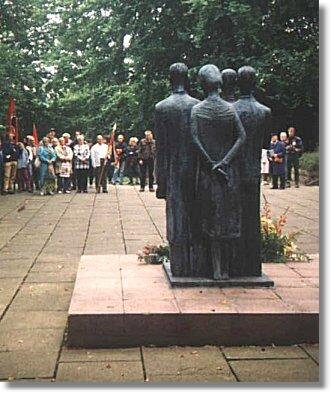
Mémorial de Dora
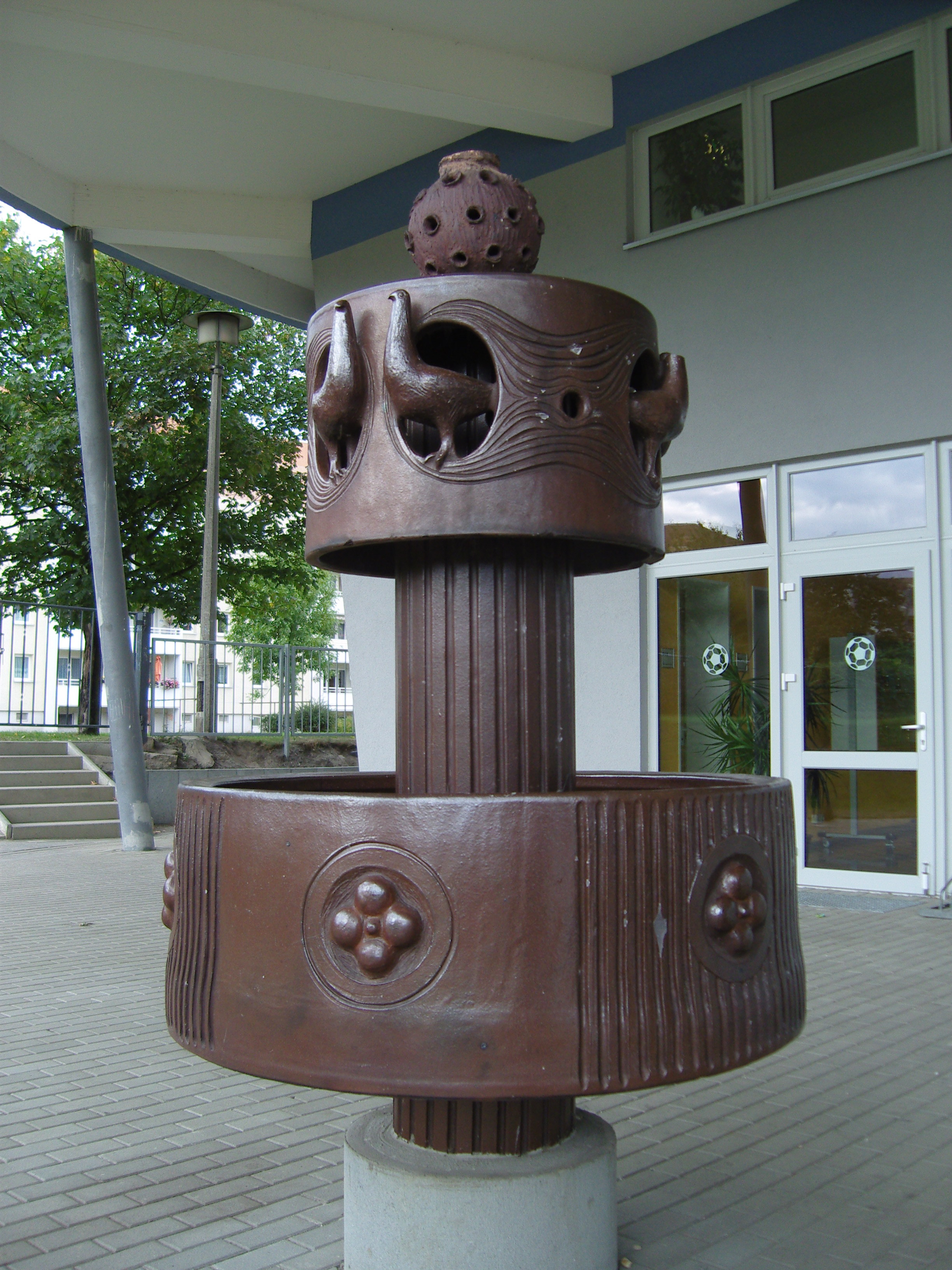
Fontaine dans le gymnasium de Senftenberg
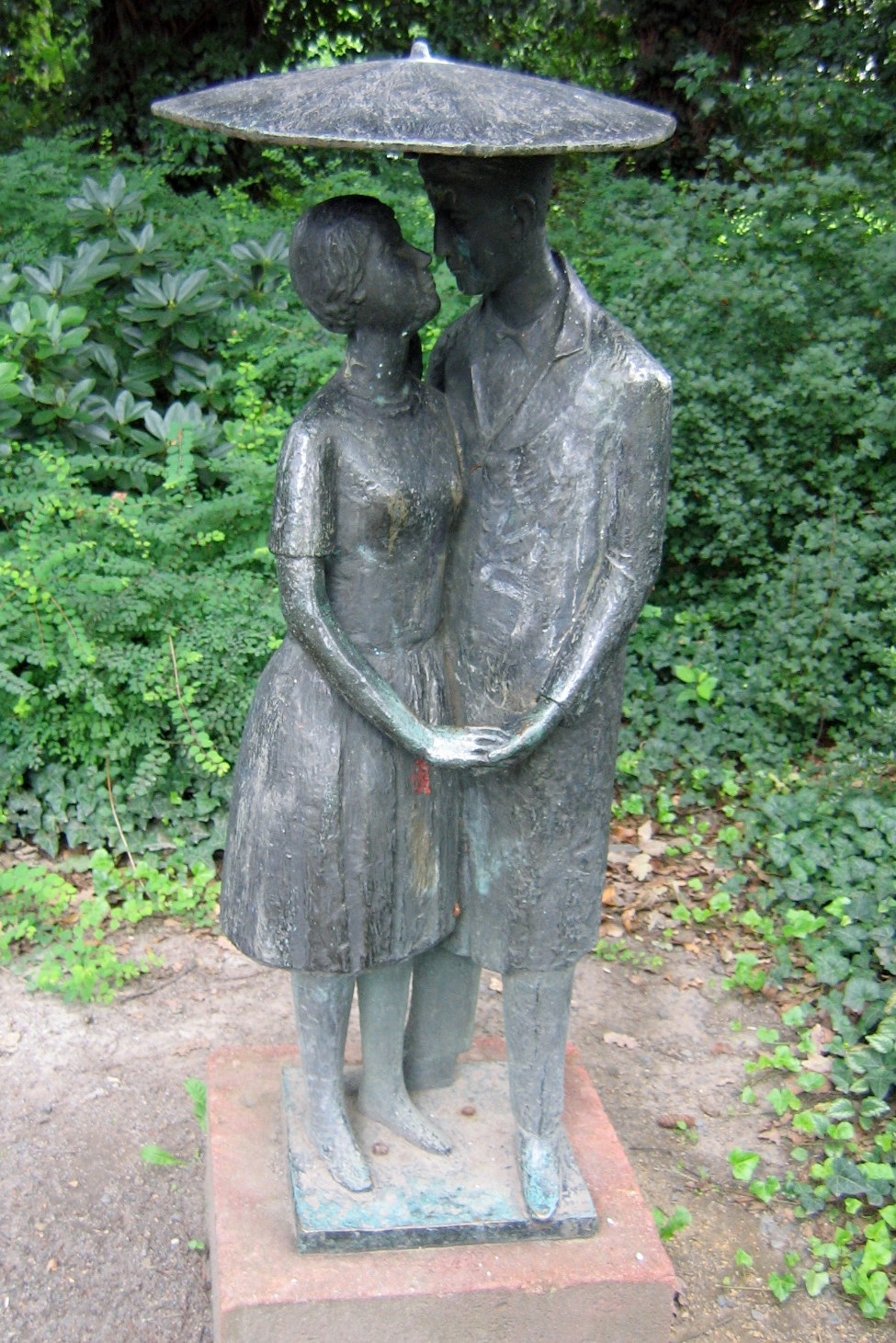
Couple sculpté à Cottbus
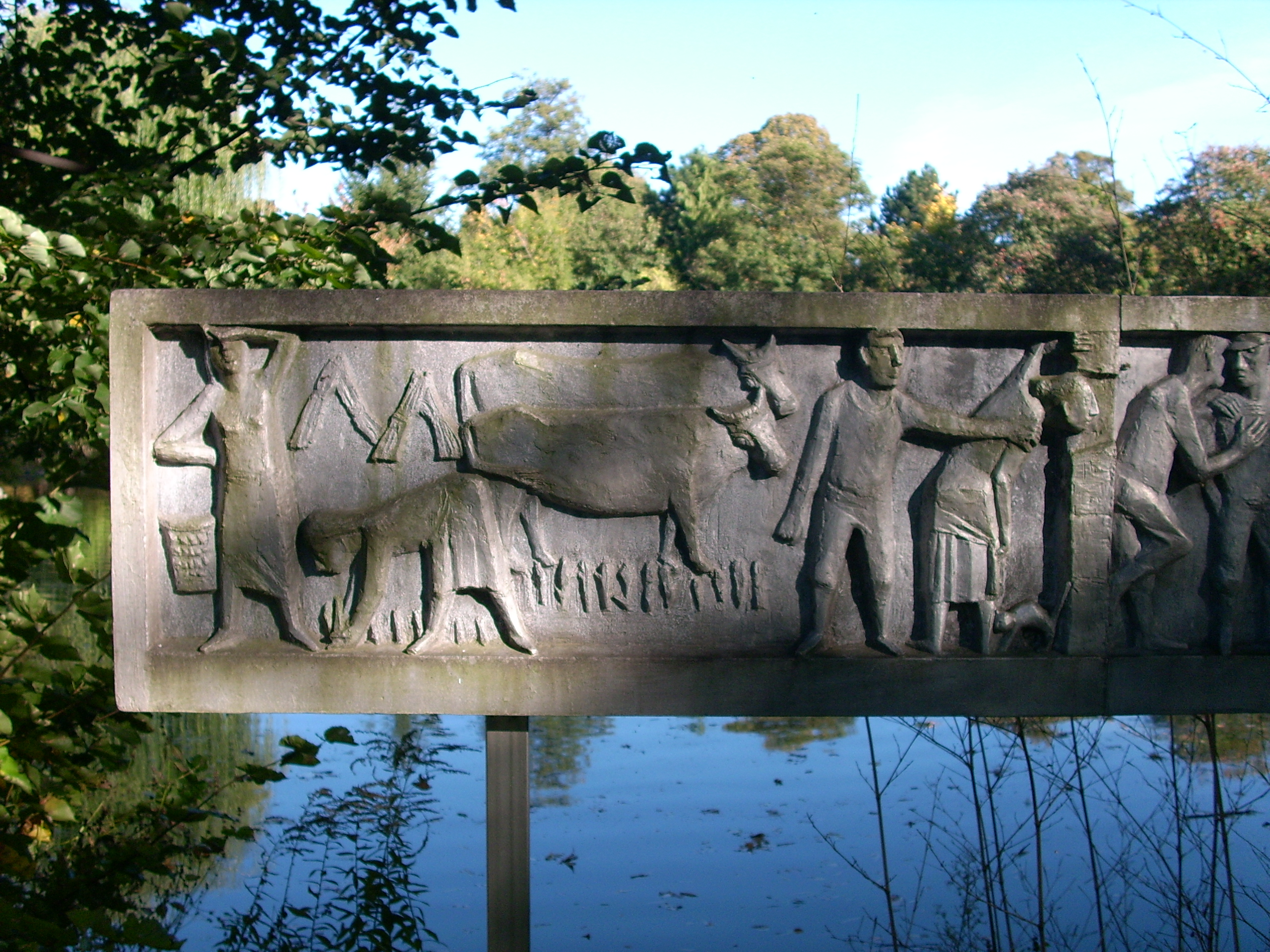
Bas-relief en aluminium au zoo de Hoyerswerda
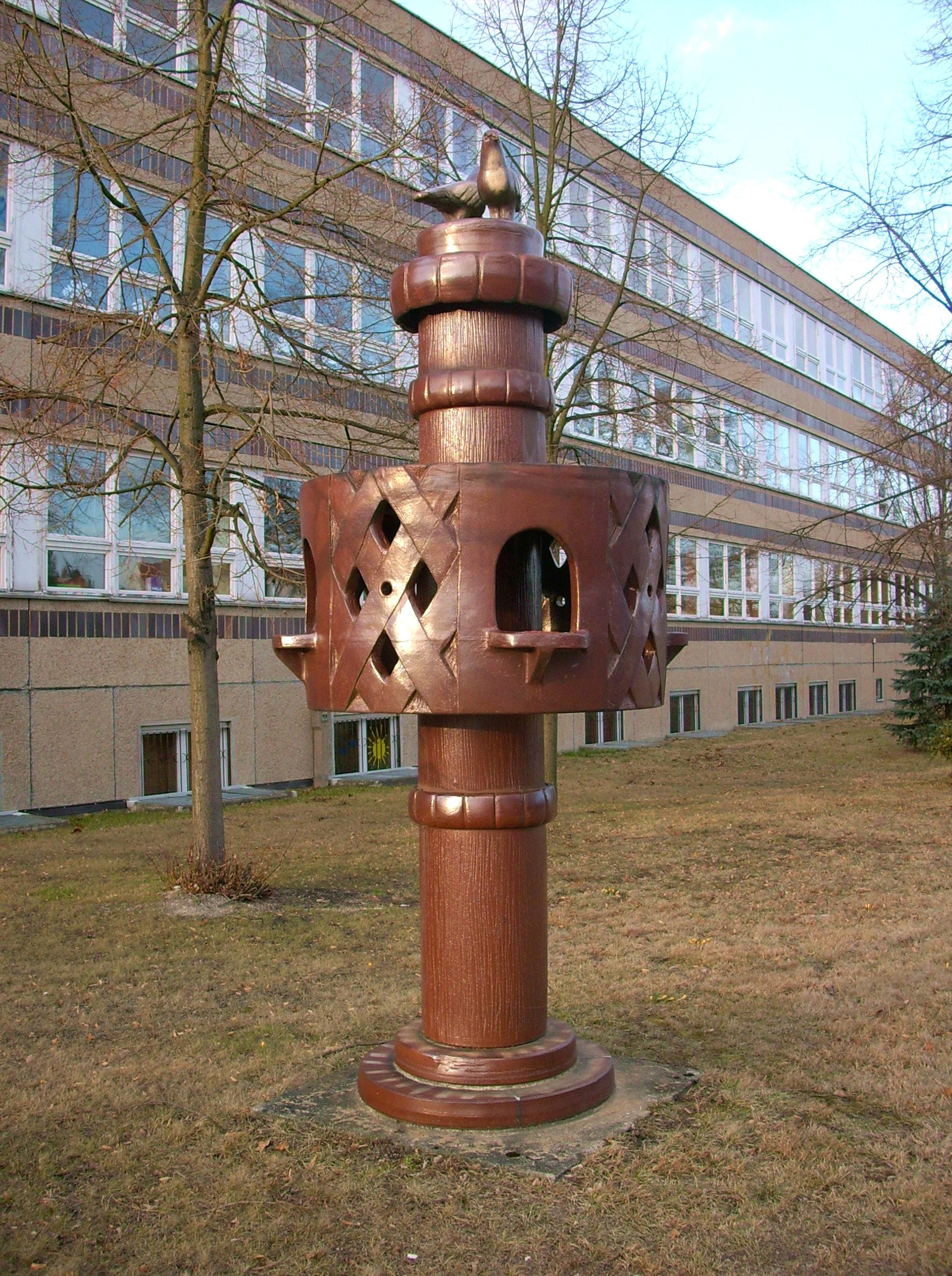
Tour aux oiseaux à Dresde

En 1961 il réalise une statuette en bronze d'Albert Schweitzer, en costume de voyage, portant une petite valise et sa trousse de médecin.